# Cristián Guillermo I de Schwarzburgo-Sondershausen
Cristián Guillermo I de Schwarzburgo (6 de enero de 1647 - 10 de mayo de 1721) fue conde y posteriormente príncipe de Schwarzburgo-Sondershausen, conde de Hohenstein, señor de Sondershausen, Arnstadt y Leutenberg. Desde 1681, también llevó el título de conde en Ebeleben, y desde 1716 conde en Arnstadt.

## Biografía
Cristián Guillermo nació y falleció en Sondershausen, Schwarzburgo-Sondershausen. Era un hijo del conde Antonio Gunter I de Schwarzburgo-Sondershausen y de su esposa, la condesa palatina María Magdalena de Birkenfeld (1622-1689).
En 1666 sucedió a su padre conjuntamente con su hermano Antonio Gunter II. En 1681, se dividieron el territorio y Antonio Gunter se convirtió en conde de Schwarzburgo-Arnstadt. El 3 de septiembre de 1697, fueron elevados a príncipes imperiales por el emperador Leopoldo I. Antonio Gunter murió en 1716 y Arnstadt retornó de nuevo a Cristián Guillermo.
Concluyó un tratado de sucesión con su hermano, en el que se estableció la indivisibilidad de Schwarzburgo-Sondershausen y que la primogenitura determinaría la sucesión. Después de que el príncipe Luis Federico I de Schwarzburgo-Rudolstadt se uniera al tratado en 1710, fue confirmado en 1719 por el emperador Carlos VI.
Durante el reinado de Cristián Guillermo, Schwarzburgo-Sondershausen rompió con el dominio creciente que ejercía el Electorado de Sajonia. Renovó el Palacio de Sondershausen y lo reformó de un estilo renacentista a un estilo barroco. Un centro cultural en el norte de Turingia fue nombrado en su honor.

## Matrimonio e hijos
En 1672, Cristián Guillermo fue comprometido con la poetisa de himnos Ludmila Isabel de Schwarzburgo-Rudolstadt, pero esta murió inesperadamente al año siguiente.
Contrajo matrimonio el 22 de agosto de 1673 con Antonia Sibila (1641-1684), hija del conde Alberto Federico I de Barby-Mühlingen, con quien tuvo los siguientes hijos:
- Antonio Alberto (1674-1680)
- Augusto Guillermo (1676-1690)
- Gunter XLIII (1678-1740), quien lo sucedió como príncipe reinante de Schwarzburgo-Sondershausen (1720-1740).
- Sofía Magdalena (1680-1751), desposó al conde Jorge Alberto de Schönburg-Hartenstein (1673-1716).
- Cristiana Emilia (1681-1751), desposó al duque Adolfo Federico II de Mecklemburgo-Strelitz.
- Albertina Luisa (1682-1765)
- Antonia Sibila (1684)

Cristián Guillermo contrajo matrimonio una segunda vez en 1684, con Guillermina Cristiana (1658-1712), hija del duque Juan Ernesto II de Sajonia-Weimar, con quien tuvo los siguientes hijos:
- Juana Augusta (1686-1703)
- Cristiana Guillermina (1688-1749)
- Enrique XXXV (1689-1758), quien sucedió a su medio-hermano Gunter como príncipe reinante de Schwarzburgo-Sondershausen. (1740-1758)
- Augusto I (1691-1750), quien también llevó el título de príncipe de Schwarzburgo-Sondershausen, aunque nunca gobernó.
- Ernestina Enriqueta (1692-1759)
- Rudolfo (1695-1749)
- Guillermo II (1699-1762)
- Cristián (1700-1749), quien también llevó el título de príncipe de Schwarzburgo-Sondershausen, aunque nunca gobernó.